# WECHANGE
WECHANGE — це інструмент з управління проектами та організації спільної роботи в мережі з відкритим програмним забезпеченням. Інструмент керується кооперативом WECHANGE, має понад 35 000 зареєстрованих користувачів.

## Історія
Ідея створення мережевої платформи для активістів виникла в асоціації Wachstumswende [Архівовано 22 квітня 2020 у Wayback Machine.] у 2012 році. Разом з партнерськими організаціями, такими як Brabbl [Архівовано 9 серпня 2020 у Wayback Machine.], GreenNetProject [Архівовано 10 травня 2020 у Wayback Machine.], platform cooperativism [Архівовано 14 квітня 2020 у Wayback Machine.] і Kombüse [Архівовано 22 квітня 2020 у Wayback Machine.] було запущенно робочий зразок платформи на сайті wechange.de [Архівовано 26 березня 2020 у Wayback Machine.]. Сьогодні платформу використовують численні організації, вона постійно розвивається у тісній співпраці з користувачами.
WECHANGE як інструмент був створений у 2014 році з метою підтримки активістів, розробників програм, візіонерів та волонтерів, щоб співпрацювати онлайн об’єднаних чіткою метою: активно підтримувати соціальні зміни, що плекають більш стале, соціально відповідальне та екологічне майбутнє. Спочатку WECHANGE був внутрішнім проектом, яку створила берлінська медіа-агенція Sinnwerkstatt [Архівовано 26 квітня 2020 у Wayback Machine.] [Архівовано 26 квітня 2020 у Wayback Machine.].
Прототип платформи створили у 2015 році, тоді як сам кооператив, який сьогодні керує платформою заснували на рік пізніше, у 2016. Онлайн-платформа Wechange надає можливість ефективної співпраці індивідуумам, ініціативам та організаціям, дозволяючи їм уникнути програмного забезпечення, яке не забезпечує належного рівня захисту даних.
Три основні функції платформи:
   1. зробити активістів видимими один для одного, оскільки проекти можна предстваляти на мікросайтах;
   2. забезпечити нетворкінг через особисті повідомлення та спільний форум;
   3. розширити можливості співпраці за допомогою інструментів для підтримки проектів та проектних робочих груп.
Платформа доступна англійською, німецькою, українською, російською, білоруською, французькою та польською мовами. Разом з місцевими партнерами Wechange працює над проектами в Україні та інших країнах Східної Європи з 2015 року.

## Адміністрація
Програмне забезпечення WECHANGE пропонує набір інструментів для управління проектами. WECHANGE є однією з онлайн-платформ для співпраці, яка використовує власне програмне забезпечення щоб об'єднати разом активістів, які працюють над екологічно-соціальними змінами у суспільстві. Платформа пропонує простір для спільної роботи над проектами. Різні проектні групи (напркилад, обмін продуктами харчування певного міста, неформальна освіта чи громадські економічні групи) організовують зустрічі на платформі WECHANGE, покроково планують проект, голосують, комунікують. Також великі мережі використовують WECHANGE для спільної роботи. До проектів, які активно користуються платформою належать: Wachstumswende [Архівовано 22 квітня 2020 у Wayback Machine.], Unternehmensgrün [Архівовано 26 листопада 2020 у Wayback Machine.], MokWi [Архівовано 2 січня 2020 у Wayback Machine.], Suniversum [Архівовано 27 жовтня 2020 у Wayback Machine.], Netzwerk N [Архівовано 11 травня 2020 у Wayback Machine.], Deutsch-Polnischen Jugendwerk [Архівовано 24 квітня 2020 у Wayback Machine.] та інші. 
Головна тема платформи — це соціально-екологічні зміни. Вебсайт працює за найвищими вимогами захисту даних. Проект працює повністю з джерел відновлюваної, так званної зеленої енергії. Сервер розташований у Німеччині. Всі дані користувачів захищені відповідно до Загального регламенту захисту даних.

## Особливості
Окрім платформи wechange.eco у вільному користуванні, WECHANGE надає доступ до безкоштовного мобільного додатку для андроїд на Google-Play.
Платформа залучає Python i Django. Для кожного порталу можна створити незалежний зразок WECHANGE. Вихідний код є у доступі на github. Наразі усі платформи, за виключенням мережі проектів від DRJA користуються стандартним логіном та сервісом бази даних.  
Код розміщений на сервері GitLab від Sinnwerkstatt [Архівовано 26 квітня 2020 у Wayback Machine.]. Однак, наразі немає жодного процесу залучення до програмування зовнішніх розробників з відкритим кодом.  
У рамках проектів платформа виконує наступні функції:
- Новини — схоже на дошку оголошень у Facebook, у якій можна публікувати і обговорювати актуальні новини;
- Події — можна вносити у календар зустрічі, milestones план і т.д.;
- Опитування — підтримка у прийнятті рішень, плануванні;
- Завдання — можна створювати завдання і закріплювати їх за учасниками проекту, слідкувати за статусом завдань;
- Документи — необмежена кількість у EtherPads і EtherCalcs, які можна створювати та упорядковувати в структурі папок.

Деякі функції стосуються суміжних проектів, які платформа пропонує користувачам wechange.eco:
- Повідомлення можна надсилати одному чи декільком користувачам одночасно або ж проектам;
- Карта — по карті можна шукати групи, подій та користувачів за допомогою низки фільтрів;
- Пошук — функція шукає усі доступні користувачеві дані;
- Зворотній зв'язок — користувачі можуть надати відгуки щодо програми, пропозиції вдосконалення, подякувати чи висловити критику[11].

Вебсайти, які використовують програмне забезпечення WECHANGE.
WECHANGE у ролі кооперативу допомагає фізичним організаціям домогтися впорядкованого оцифрування та надає ресурси для створення власних порталів, які можна використовувати для управління проектів та створення внутрішньої або ж зовнішньої мережі. До вебсайтів, створених WECHANGE, належать тристороння платформа для обміну молоді TRIYOU [Архівовано 12 травня 2020 у Wayback Machine.] та Civil Society for Cooperation [Архівовано 13 березня 2020 у Wayback Machine.].